# 崔健
崔 健（ツイ・ジェン、拼音: Cuī Jiàn、日本語読み:さい けん、朝鮮語: 최건（チェ・ゴン）、1961年8月2日 – ）は、中国の歌手、演奏家、作曲家。中国におけるロックンロール創始者の一人とみなされる。北京生まれで、北京育ちの朝鮮族でもある。

## 概要
崔健は中国ロック音楽界のパイオニア的存在であり、中国の大衆音楽にロックのスタイルを取り入れた最初の中国人アーティストである。代表曲『一無所有』（何もない）は、1980年代後半の中国を風靡した。
北京の朝鮮族音楽家の家庭に生まれた。母親は朝鮮舞踊団員で、父親はトランペット演奏の専門家だった。崔健も14歳でトランペットの演奏を始め、1981年に20歳で北京交響楽団に入団した。この頃、友人が香港から非合法に持ち込んできたロック・ミュージックに引かれ始め、ギター演奏も始めた。1986年、中国100人の歌手が参加する国際平和年の記念コンサートで『一無所有』を初めて披露して一挙にスターダムにのし上がった。翌年には交響楽団を辞め、1989年に第1集『新長征路上のロック』を出した。
1989年に、北京で天安門事件が起こった頃、人気の絶頂にあり、『一無所有』はストライキ学生たちの愛唱歌となった。崔健のコンサートは余りに人気があるため、中国共産党によって許可が下りないようになり、2003年まで大きなコンサートは開けなかった。しかも2003年に予定されたコンサートはSARSでキャンセルされたため、2004年3月に開かれたコンサートが活動再開第1弾となった。
2014年の春節前夜に行われる、中国中央電視台の番組『中国中央電視台春節聯歓晩会』に出演すると伝えられたが、直前になって出演を辞退した。

## ディスコグラフィ
- 1989年 『新长征路上的摇滚』、日本版『俺には何もない (一無所有)』(1993) 東芝EMI
- 1991年 『解决』、日本版『解決』(1994) 東芝EMI
- 1994年 『红旗下的蛋』、日本版『ボールズ・アンダー・ザ・レッド・フラッグ』(1994) 東芝EMI
- 1998年 『无能的力量』
- 2005年 『给你一点颜色』
- 2015年 『光冻』

## フィルモグラフィ
出演
- 1993年 『北京バスターズ』（原題：『北京杂种』）
- 2003年 『再見 また逢う日まで』（原題：『我的兄弟姐妹』）

監督
- 2014年 『藍い骨』（原題：『藍色骨頭』）

## 関連する著作
- 橋爪大三郎 『崔健 — 激動中国のスーパースター』 岩波ブックレット (1994) ISBN 4000032992